# Acomys russatus
Souris épineuse rousse, Souris épineuse dorée
Espèce
Statut de conservation UICN

 LC  : Préoccupation mineure
Acomys russatus, la Souris épineuse rousse ou Souris épineuse dorée, est une espèce de rongeurs de la famille des Muridés.

## Répartition
Ce taxon se rencontre en Arabie saoudite, en Égypte, en Israël, en Jordanie et au Yémen. Sa présence est incertaine en Syrie.

## Liste des sous-espèces
Selon GBIF (8 février 2023) :
- Acomys russatus lewisi Atallah, 1967
- Acomys russatus russatus (Wagner, 1840)

## Systématique
Le nom valide complet (avec auteur) de ce taxon est Acomys russatus Wagner, 1840.
Acomys russatus a pour synonymes :
- Acomys lewisi Atallah, 1967
- Acomys russatus aegyptiacus Bonhote, 1912
- Mus affinis Gray, 1843